# Shinnenkai
Shinnenkai (em japonês, 新年会, acolhimento do ano novo) é a tradição japonesa de dar boas-vindas à chegada do ano novo, geralmente bebendo álcool. Um shinnenkai é celebrado geralmente entre colegas de trabalho ou amigos, em janeiro.